# Jean-Yves Autexier
Pour les articles homonymes, voir Autexier.
Jean-Yves Autexier, né le 5 janvier 1950 à Châtellerault (Vienne), est un homme politique français, ancien député et sénateur de Paris.

## Biographie
Cadre administratif de profession, Jean-Yves Autexier est adjoint au maire de Sarcelles, dans le Val-d'Oise, de 1977 à 1983, conseiller du 11e arrondissement de Paris de 1983 à 1989, conseiller régional d'Île-de-France de 1986 à 1988, puis conseiller de Paris de mars 1989 à mars 2008, d'abord élu dans le 11e arrondissement, puis dans le 20e arrondissement à partir de juin 1995. Il est secrétaire général de Socialisme et république, courant du PS, fondé par Jean-Pierre Chevènement et succédant au Centre d'études, de recherches et d'éducation socialiste.
Il devient député de Paris, de 1988 à 1993, élu suppléant de Georges Sarre dans la 6e circonscription, siégeant à la commission de la Défense nationale et des Forces armées. Il est l'auteur de plusieurs propositions de lois, dont celle qui a plus tard un large écho, portant création du contrat d'union civile. Il quitte le Parti socialiste en 1992, en désaccord avec le soutien du PS à la guerre du Golfe et au traité de Maastricht. Il devient secrétaire national du Mouvement des citoyens puis du Mouvement républicain et citoyen jusqu'en juin 2008.
En 1997, année lors de laquelle il est battu aux élections législatives, dans la 21e circonscription de Paris, il rejoint le cabinet de Jean-Pierre Chevènement au ministère de l'Intérieur, où il est conseiller auprès du ministre chargé des affaires politiques. En février 2000, il devient sénateur de Paris et siège à la commission des Affaires étrangères et de la Défense. Son mandat s'achève en septembre 2004, après qu'il échoue aux élections sénatoriales. Il dirige alors la Fondation Res Publica, reconnue d'utilité publique, fondée par Chevènement.
Il devient suppléant à l'issue des élections législatives de 2007, auprès de la socialiste George Pau-Langevin, dans la 21e circonscription. Après la nomination de cette dernière au gouvernement de Jean-Marc Ayrault, il devient brièvement député durant les derniers jours de la législature en juin 2012, bien que l'Assemblée nationale ne soit pas en session.
En avril 2022, il prend la présidence d'un nouveau parti fondé par Jean-Pierre Chevènement, Refondation républicaine.

## Anciens mandats
- Adjoint au maire de Sarcelles (1977-1983)
- Conseiller de Paris (1989-2008)
- Conseiller régional d'Île-de-France (1986-1988)
- Député PS de Paris (1988-1993)
- Sénateur MDC de Paris (2000-2004)

## Autres fonctions politiques
- Ancien secrétaire général de Socialisme et République
- Ancien porte-parole du Mouvement des citoyens
- Président de Refondation républicaine